# Epamera yokoana
Epamera yokoana är en fjärilsart som beskrevs av Bethune-Baker 1926. Epamera yokoana ingår i släktet Epamera och familjen juvelvingar. Inga underarter finns listade i Catalogue of Life.